# スルタン主義体制
スルタン主義体制（スルタンしゅぎたいせい、sultanistic regime）は政治体制の一つとしてホアン・リンスが提唱したモデル。スルタン的体制、スルタン主義（スルタニズム、sultanism）とも呼ぶ。リンス自らが唱えた現代における三つの主要な政治体制（全体主義体制・権威主義体制・民主主義体制）のいずれにも分類しがたいものの一つとして、個人支配の極端なあり方をこのように呼んだ。
このモデルはマックス・ウェーバーが伝統的支配の一変種として挙げた「スルタン制的支配」を下敷きにしているが、「スルタン主義」という単語がイスラーム、中東あるいはアラブといった特定の地域文化に偏った単語と取られることを恐れる研究者は、同じ概念を「個人支配体制」と呼ぶ。

## 概説
スルタン主義体制という語で説明されている「個人支配」とは、支配者への恐怖と、支配協力者への報酬のみに基づく支配である。支配者への忠誠は、伝統に基づかない。なにかしらのイデオロギーを支配者が体現していることにも基づかない。特別な個人的使命の付与にも基づかない。支配者のカリスマ的な資質にも基づかない。

### 特徴
スルタン主義体制は個人の恣意的な支配が最大限に可能になる体制である。個人支配者の恣意的な支配が見られる点がもっとも重要な特徴であり、もっとも重要な指標となる。
マックス・ウェーバーは、スルターンの語を用いて、従僕(Diener)が支配者に完全に個人的に従属し支配者の恣意の可能性とその権力が最高度に達している純粋理念型を「スルタン制的支配」と名づけた。これを伝統的支配である家産制支配の一変種であると規定し、本来は近代世界に存在せず、西欧にも存在しないと説明した
。リンスは、現代において支配者個人の権力が最高度に達するケースを想定しつつ、そこから伝統的支配を成立させるような正統性機能の側面を排除した「スルタン主義体制」モデルを提唱した。
現代におけるスルタン的体制は次のような特徴をもつとされている。
- 経済的・社会的多元性が消失まではしなくとも、すべての集団と個人が支配者による予測不可能で独裁的な介入に服従する。
- 法の支配はいっさい機能しない。
- その他の制度化の程度も低く、不安定である。
- 動員への努力が欠如している。
- どのような正統性にも拘束されない。
- 支配者はイデオロギーにも合理的法規範にも拘束されない。権力バランスにも拘束されない。
- しばしば王朝的傾向をみせるにいたるが、王朝としての制度や正統性にも拘束されない。
- 暴力と恐怖によってのみ支配する。

これらの特徴であらわされているように「スルタン主義体制」モデルは一種の例外規定という性格をもっている。現代においては、実際には圧倒的な資源を私有している空間での支配（たとえば覇権国に安全を保障された石油王による支配）など、極小規模で例外的なケース以外に該当例を挙げることが難しい。
また、スルタン主義支配の維持には、人民を圧倒する暴力だけではなく、最低限の支配協力者から忠誠を得ることが必須となる。支配協力者からの忠誠は恐怖と報酬によって得るとされているが、実際には報酬のみで忠誠を維持することは難しいため多くの個人支配体制で支配協力者（家来集団）をどのように養成するかが最大の難問になっている。

### 具体例
具体的なケースについて、リンスとアルフレッド・ステパンの共著では、あくまで権威主義体制とスルタン的傾向ないしは全体主義体制とスルタン的傾向の混合が観察されると述べられている。そのうえで、リンス&ステパンは、スルタン的体制への「傾向をもつ」ケースとして次の支配体制を挙げている。
- デュバリエ支配下のハイチ（軍政共和制）
- トルヒーヨ支配下のドミニカ（軍政共和制）
- ボカサ支配下の中央アフリカ共和国
- マルコス支配下のフィリピン（立憲政治移行前のフィリピン）
- パーレビ国王支配下のイラン（帝政イラン）
- チャウシェスク支配下のルーマニア（共産党政権）
- 金日成支配下の北朝鮮

ただし、北朝鮮についてはモデルの定義にあてはまるとは言いがたく、モデル提起者も現在は議論を保留している。
北朝鮮を除いてはいずれも、リンス&ステパンが例を示した1996年までに崩壊した支配である。
北朝鮮の場合はその後の持続によって、制度化の程度が必ずしも低くないこと、自ら作り出した公式イデオロギーに支配者が拘束されていること、全体主義的な動員努力は低減傾向にあり儀礼化が進んでいても欠如してはいないことなどが観察されている。これらに注目するかぎり、北朝鮮はスルタン的体制には該当せず、むしろスルタン的体制への「傾向」から離れていく様相を見せている。また、北朝鮮の内情を正確に把握することは難しいため、モデル提起者も現在は議論を保留している。
その他の具体例に示されているように、「スルタン主義体制」モデルは支配の持続がきわめて困難な例外事態を把握したものである。